# Hans Willems (Rennfahrer)
Hans Willems (* im 20. Jahrhundert) ist ein ehemaliger belgischer Automobilrennfahrer.

## Karriere
Hans Willems fuhr 1995 Rennen in der Formel Ford.
1996 stieg er in den beiden Porsche-Markenmeisterschaften Porsche Carrera Cup Deutschland und Porsche Supercup ein und fuhr dort bis 1998. Im Supercup erreichte er 1996 mit dem 15. Platz sein bestes Saisonergebnis. Beim Carrera Cup war ebenfalls 1996 sein erfolgreichstes Jahr mit dem 6. Rang in der Gesamtwertung. In den Jahren 1997 und 1998 belegte er die Plätze neun und sieben.
Von 1999 bis 2000 startete er in der FIA-GT-Meisterschaft. Im ersten Jahr fuhr er mit einem Marcos LM600 in der GT-Wertung. Im folgenden Jahr ging er mit einem Porsche 911 GT3-R (Typ 996) in der N-GT-Wertung an den Start und erreichte zum Saisonende den 7. Platz.
Er fuhr 1999 in der GT1-Klasse mit einem Marcos LM600 und 2002 in der TA-Klasse mit einem BMW M3 E36 GTR in der Belcar-Meisterschaft.
Willems startete bei mehreren Langstrecken-Rennen. Von 1998 bis 2000 fuhr er für verschiedene Rennteams beim 24-Stunden-Rennen von Daytona. Sein bestes Ergebnis, einen zehnten Platz, erreichte er dort 2000 für das Team RWS Motorsport mit einem Porsche 911 GT3-R (Typ 996).
In Zolder ging er 1998, 1999, 2001 und 2002 beim 24-Stunden-Rennen an den Start. Die Rennen konnten er und seine Fahrerkollegen jedoch nicht erfolgreich beenden.